# Décès en 1228
Décès
- 1224
- 1225
- 1226
- 1227
- 1228
- 1229
- 1230
- 1231
- 1232

Cette page dresse une liste de personnalités mortes au cours de l'année 1228 :
- janvier : Robert de Courtenay, empereur latin de Constantinople.
- 13 janvier : Ivette de Huy, veuve devenue recluse et mystique.
- 31 janvier : Guy de Montfort-Castres, seigneur de la Ferté-Alais et de Bréthencourt, régent du comté de Sidon et seigneur de Castres.
- 17 février : Henri Ier de Schwerin, ou Henri le Noir, noble allemand qui règne sur le comté de Schwerin et joue un rôle important dans l'effondrement de la suprématie du royaume du Danemark sur le côte sud  de la mer Baltique.
- 18 février : Gervais de Chichester, ou Gervais d’Angles, évêque de Sées.
- 25 avril : Guido Pierleone, cardinal-diacre de S. Nicola in Carcere Tulliano, cardinal-évêque de Palestrina.
- 9 juillet : Stephen Langton, prélat et cardinal anglais.
- 16 décembre : Béatrice d'Albon, dauphine du Viennois, comtesse d'Albon, de Grenoble, d'Oisans et de Briançon.

- Áed mac Cathail Ua Conchobair, roi du Connacht (Irlande).
- Arnulphe de Cornibout, frère convers cistercien de l'abbaye de Villers-la-Ville dans le Brabant (Belgique).
- Isabelle II de Jérusalem, ou Yolande de Brienne, reine de Jérusalem et impératrice du Saint-Empire et reine de Sicile.
- Louis III de Wurtemberg, comte de Wurtemberg.
- Malcolm I, ou Máel Coluim ou Maol Choluim Ier de Fife, mormaer ou comte de Fife.
- Robert de Luzarches, architecte.
- Rujing, moine bouddhiste caodong, patriarche sōtō zen.
- Vladislav II de Moravie, margrave de Moravie.
- Zhao Rugua, fonctionnaire impérial de la  dynastie des Song du sud, membre de la famille impériale, descendant de l'empereur Taizong.

date incertaine (vers 1228)
- Olivier Ier de Rohan, vicomte de Rohan.

## Crédit d'auteurs
- Cet article est partiellement ou en totalité issu de l'article intitulé « 1228 » (voir la liste des auteurs).